# Geografía de Tanzania
Tanzania es un país situado en África Oriental, al borde del océano Índico y de una superficie de 945 087 km². Limita al norte con Kenia y Uganda, al oeste con Ruanda, Burundi y la República Democrática del Congo y al sur con Zambia, Malaui y Mozambique.

## Geografía física

### Situación
Tanzania es un país del hemisferio sur situado en África Oriental, al borde del océano Índico. Tiene fronteras con Kenia y Uganda al norte, con Ruanda, Burundi y la República Democrática del Congo al oeste y con Zambia, Malaui y Mozambique al sur. Sus fronteras naturales las conforman el océano Índico al este, el Kilimanjaro y el lago Victoria al norte, el río Kagera al noroeste, el lago Tanganica al oeste, el lago Malaui al sudoeste y el río Ruvuma al sur.

### Relieve
Vista de la costa, Tanzania forma una meseta de cerca de 1 000 m de altitud que se extiende hasta los lagos Malawi (antiguo lago Nyassa) y Tanganica. La parte este del Gran Valle del Rift, que comprende los lagos Natron, Eyasi y Manyara, separa la cadena de montañas del nordeste, con el monte Meru (4 566 m) y, sobre todo, por el Kilimanjaro, cerca de la frontera con Kenia. La belleza natural de Kilimanjaro, así como el hecho que cuenta con el pico más alto de África (5 891,8 m), atrae a miles de turistas cada año. Los montes Livingston, en el sur, dominan el lago Malawi.
Al norte del país, al oeste de las grandes montañas se extiende una vasta sabana, donde se encuentra el parque nacional Serengueti, famoso por su migración anual de millones de ñus, así como por su abundancia de leones, leopardos, elefantes, rinocerontes y búfalos. Cerca de este parque se encuentra la garganta de Olduvai, donde se han encontrado muchos de los artefactos y fósiles de homínido más antiguos conocidos. También en esta área del norte se encuentran varios lagos salados, como el Natron un importante lugar de cría para flamencos y una ecorregión en sí misma.
Las condiciones climáticas semiáridas del norte y la presencia de la mosca tse-tsé (vector de la tripanosomiasis africana, conocida generalmente como la enfermedad del sueño) en las regiones centro y oeste condujeron a la población a agruparse sobre el contorno del país.
El centro de Tanzania es una gran meseta. La mitad del sur de esta llanura la forman los prados situados en la ecorregión de la sabana arbolada de miombo oriental la mayoría cubierta por el enorme reserva de caza Selous. Más allá de la meseta norte es tierra cultivable y allí se encuentra la nueva capital tanzana, Dodoma, aunque la mayor parte del gobierno todavía está localizado en Dar es Salaam.
En la región de Arusha, situada al norte de Tanzania, podemos ver los restos del cráter del Ngorongoro, situado en la zona de conservación de Ngorongoro. En el corazón de una vasta zona protegida, el hundimiento del Ngorongoro, hace dos millones y medio años, dejaba en su sitio una enorme caldera cuyo diámetro alcanza los 20 km y con una superficie de cerca de 300 km². Situado a 2500 m de altitud, el cráter del Ngorongoro está bordeado de una pared rocosa con picos que alcanzan los 600 metros. Más o menos en el centro del cráter, el lago Makat es tributario de las precipitaciones, y vio descender su nivel considerablemente en los últimos años. El cráter del Ngorongoro se hizo célebre porque representa una especie de paraíso terrestre, un arca de Noé ecuatorial con unas condiciones climáticas excepcionales, resultado de su altitud, y que les permite a los animales vivir allí todo el año. Alimentado por las violentas tormentas provenientes del sudeste, el lago Makat se convierte en la salvación de muchos animales; las lluvias vierten en la depresión de fondo plano las masas de agua que, a veces, lo inundan. Así, se pueden ver hipopótamos bañándose mientras que los búfalos se revuelcan en el lodo. Durante la noche los flamencos vienen para instalarse sobre el lago para escapar de las águilas, sus depredadores.

Geografía física de Tanzania.

El cráter Olmoti, con una altura de 3 380 m, domina las pendientes verdosas del cráter. Actualmente se encuentra inactivo bajo su corona de nieve. Formaba parte de la cohorte de los volcanes (Oldeani, Sadiman, Lemagrut, Empakaal, etc.) que hace 20 millones de años se formaron al mismo tiempo que el Ngorongoro, mientras se abría la gran fractura del Gran Valle del Rift africano. Sometida a las violentas precipitaciones provenientes del sudeste, la selva virgen del Ngorongoro se cubre frecuentemente de bruma, hasta el centro de la temporada seca y, en esta zona ecuatorial, se pueden encontrar musgos entre las ramas de los inmensos troncos de los árboles. El bosque que tapiza la pared interior del caldera desciende hasta las sabanas donde pacen los herbívoros. Los árboles almacenan humedad durante la estación de las lluvias y la restituyen en la temporada seca, lo que explica que los animales (principalmente los elefantes) encuentren cada año su alimento. El la estación seca, es suficiente una tormenta para incendiar la estepa. Del Ngorongoro se elevan nubes de humo que dan la ilusión de asistir a un retorno de las erupciones volcánicas que crearon este paisaje; el fuego devora todo a su paso y se desliza por las pendientes de la caldera, pero el borde del cráter está recorrido por vientos contrarios que detienen con rapidez las llamas. El suelo carbonizado se cubre de vegetación en la temporada húmeda siguiente.

### Hidrografía

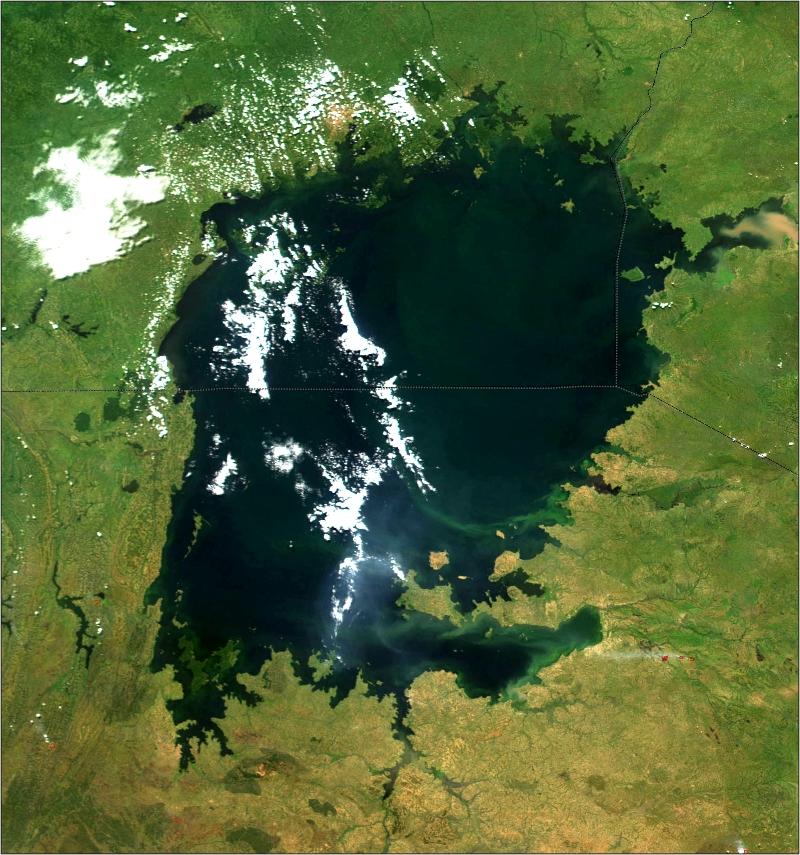
Lago Victoria

Tanzania, sobre todo en su parte occidental, pertenece a la región de los Grandes Lagos de África y su territorio abarca la tercera parte de una zona de grandes lagos, el Victoria, el Tanganica y el Malaui. El lago Victoria, situado en la frontera con Kenia y Uganda, es el más grande de África, y alimenta al Nilo. El Tanganica, en la frontera con la República Democrática del Congo, es el segundo lago más antiguo del mundo, y el segundo en profundidad, después del lago Baikal (Siberia). Por último, el lago Malawi, se encuentra en la frontera entre Tanzania, Malaui y Mozambique. El único río importante del país, el Rufiji, tiene unos 600 km de longitud (de los cuales 100 son navegables) y desemboca en el océano Índico, frente a la isla de Mafia.

#### Centrales hidroeléctricas y embalses

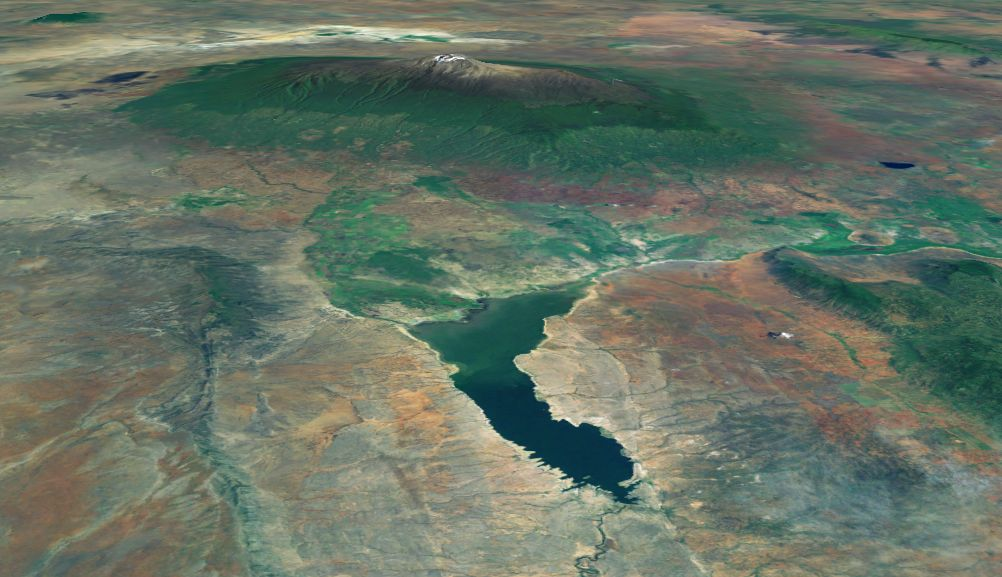
Embalse de Nyumba ya Mungu

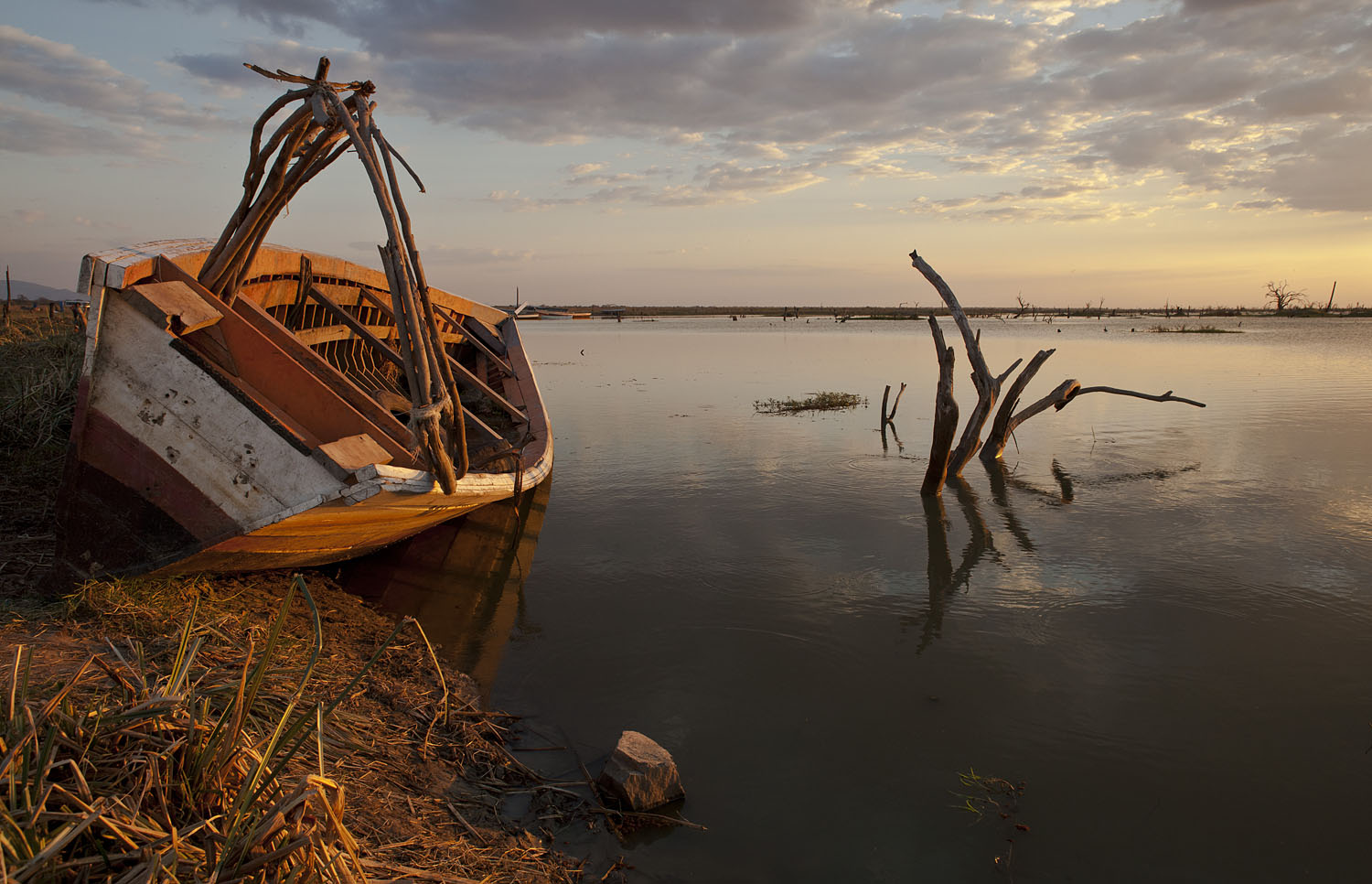
Embalse de Mtera

Dos tercios de la producción eléctrica de Tanzania dependen de la producción hidroeléctrica. La empresa estatal que se encarga de su gestión es TANESCO (Tanzania Electric Supply Company Limited). Hasta 1966, había unos 450 embalses en Tanzania con la función de controlar las inundaciones, producir agua para regadío y para el ganado. Los principales embalses en 2020 son:
- Central hidroeléctrica de Hale, 5°17′S 38°36′E, 1964
- Embalse de Kidatu, 7°38′S 36°53′E, 1976
- Embalse de Nyumba ya Mungu, 3°49′S 37°28′E, 1967
- Embalse de Mtera, 7°08′S 35°59′E, 1979
- Embalse de las cataratas Pangani, 5°20′S 38°39′E, 1994
- Embalse de Kihansi, 8°34′S 35°51′E, 2000
- Embalse de Rusumo, 2°22′S 30°47′E, 2020 previsto
- Embalse de Kikonge, 10°30′29″S 34°43′46″E, 2025 previsto
- Embalse de Songwe, 09°27′11″S 33°05′47″E, 2022 previsto
- Embalse de Julius Nyerere, 07°48′19″S 37°50′44″E, 2022 previsto
- Embalse de Uwemba, 1991

El proyecto de construcción del embalse de Rufiji, que afectaría 1000 km² de la Reserva de caza Selous ha sido fuertemente respondido por los organismos internaciones, ya la que Selous está considerado patrimonio de la Humanidad.

### Clima

Mapa de Köppen de climas de Tanzania. En rojo, desértico cálido; en azul claro, tropical de sabana.

Tanzania es un gran país situado junto al océano Índico justo por debajo del ecuador. La mayor parte del país es una meseta que tiene un clima tropical o subtropical, no demasiado caluroso debido a la altitud. En cambio, a lo largo de la estrecha franja costera, es cálido y húmedo todo el año, sobre todo de noviembre a abril. Las temperaturas medias anuales oscilan entre 10 y 30 °C. 

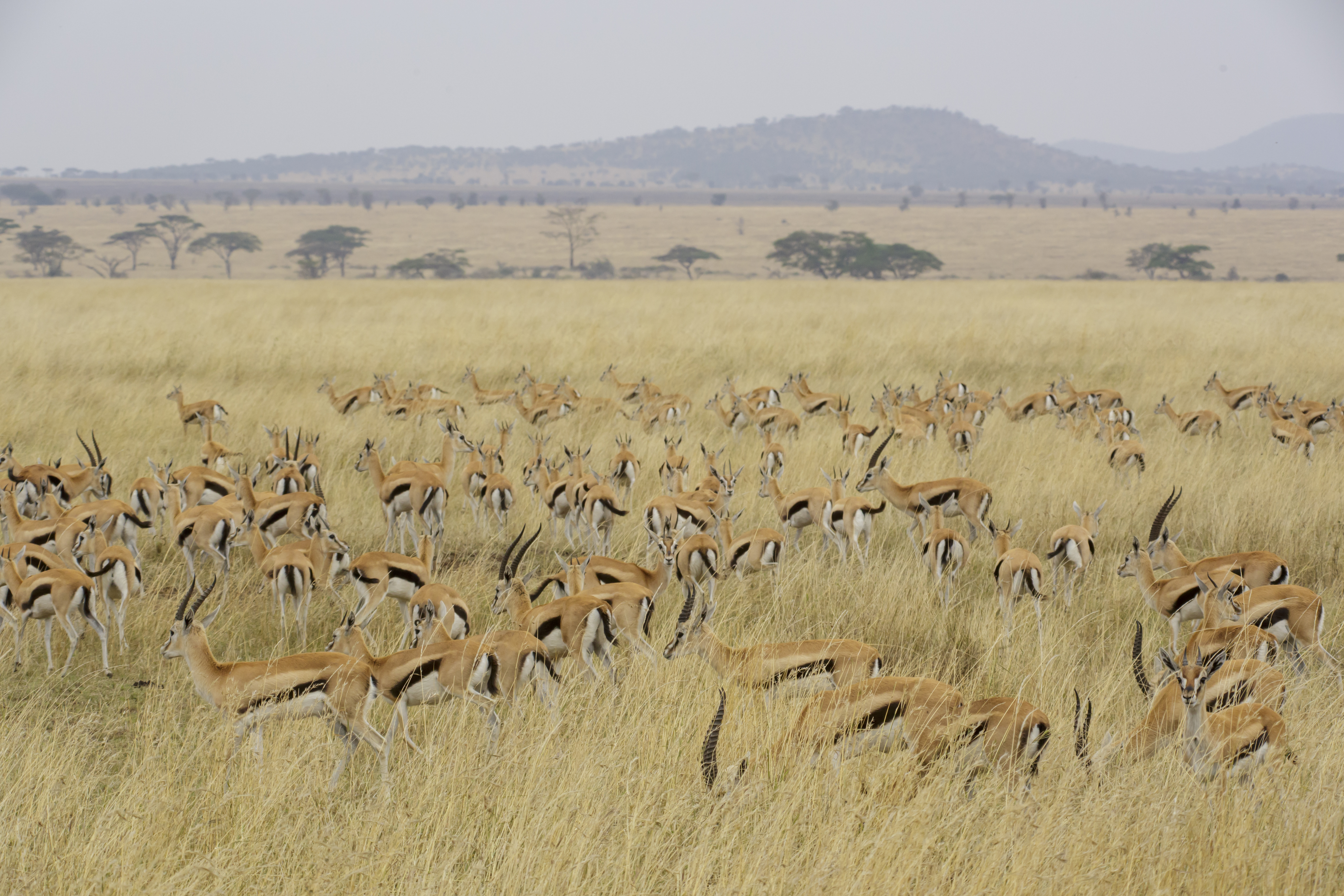
Llanos del Serengeti en época seca, con gacelas de Thomson.

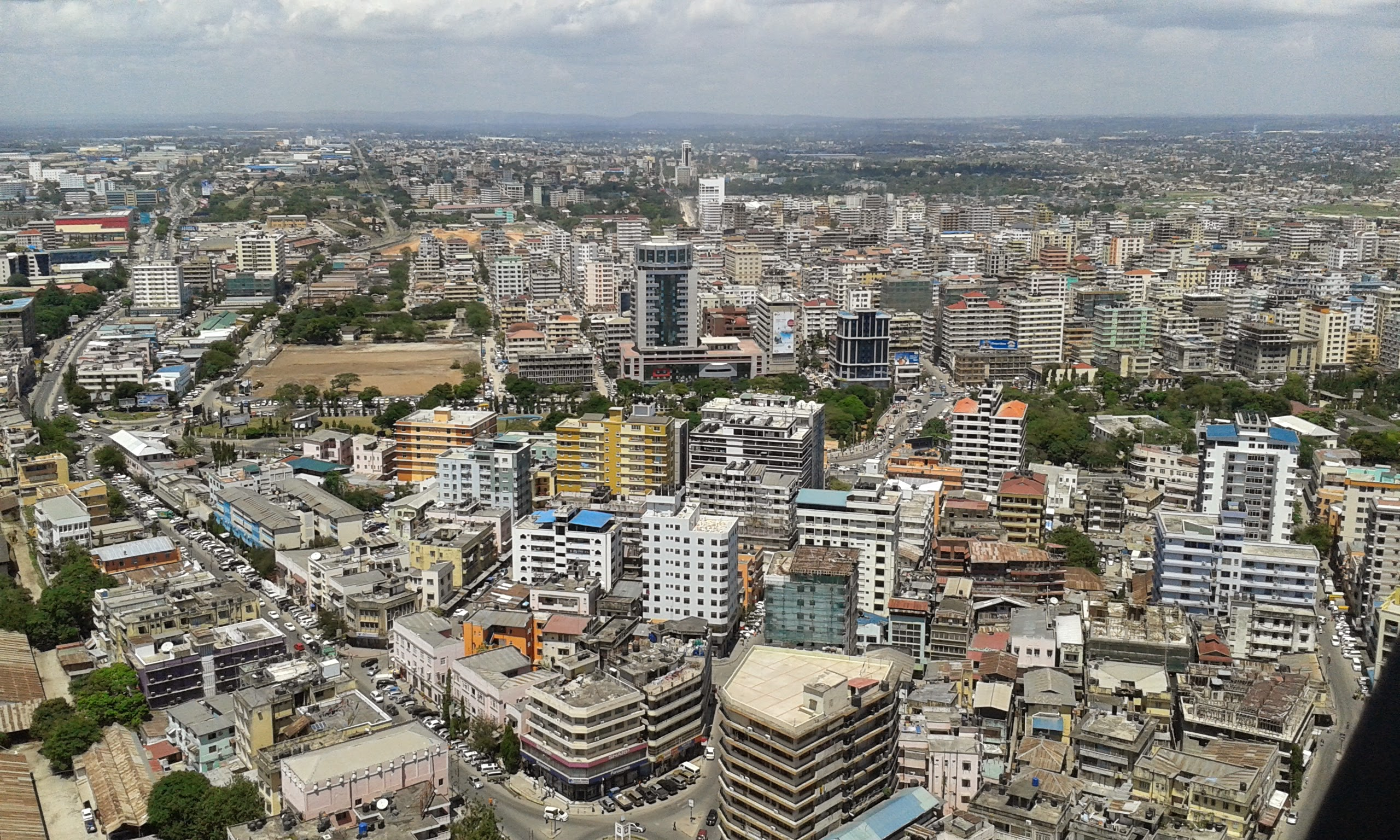
Dar es Salaam, en la costa

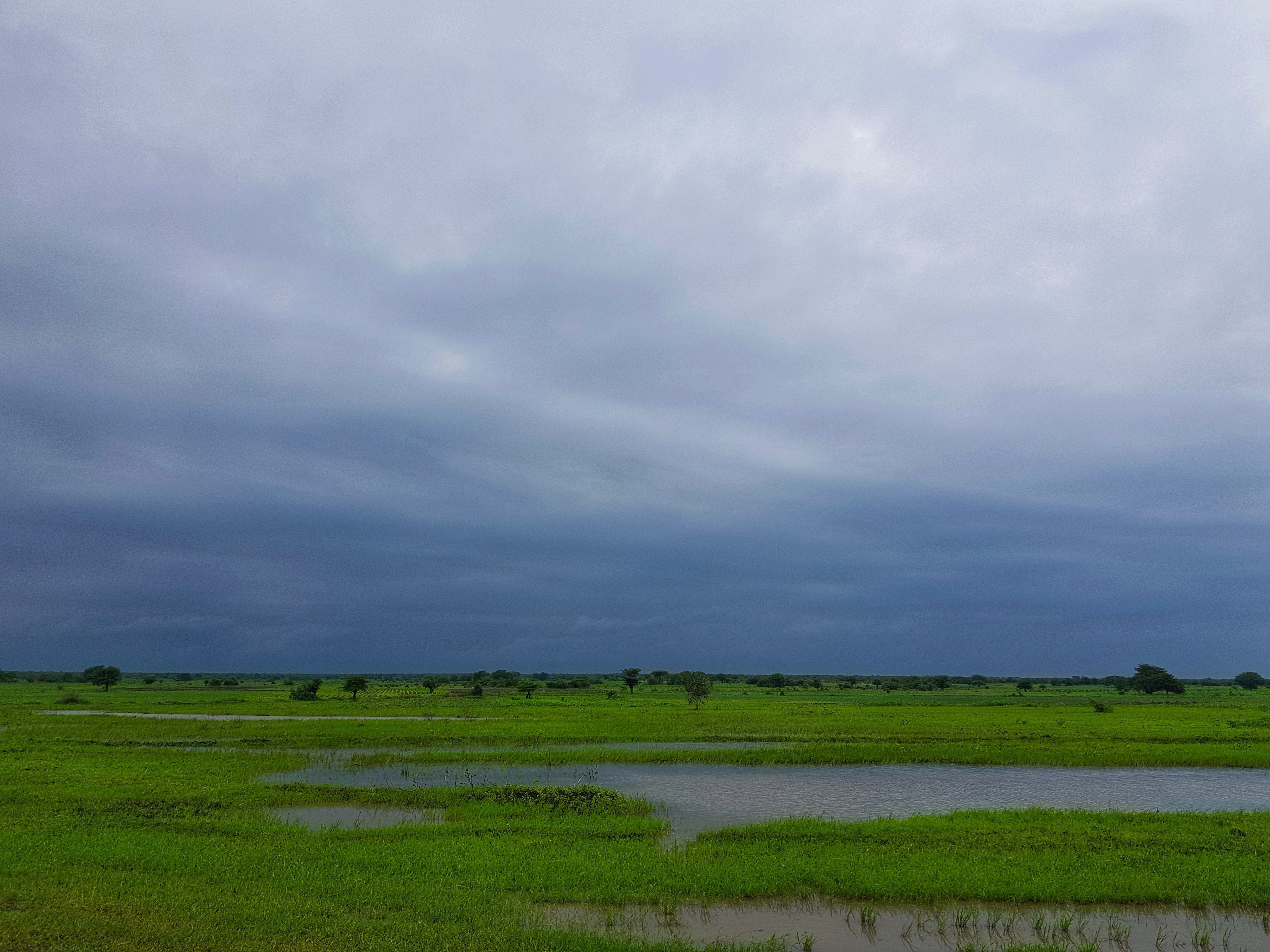
Época de lluvia en Itigi, en el centro de Tanzania, a 1300 m de altitud.

El país se divide en cuatro zonas pluviométricas. En el norte y el este, excepto el lago Victoria, hay dos temporadas lluviosas, una gran estación de las lluvias de principios de marzo a principios de mayo (masika), con un pico en abril, y una corta, de finales de octubre a mediados de diciembre, donde las precipitaciones son menos abundantes (vuli). La gran temporada seca se extiende de mayo a octubre, y la pequeña temporada seca, cálida y soleada por debajo de 1000 m, de enero a marzo (kiangazi). En el lejano noroeste, las dos estaciones lluviosas están conectadas, llueve incluso en enero y febrero, algo que pasa también en las laderas meridionales del monte Kilimanjaro.
En el centro, el oeste y el sur, solo hay una estación lluviosa, entre diciembre y abril en el sur y sudeste, y de noviembre a abril en el oeste.
Las precipitaciones son abundantes (750 - 2000 mm al año) a lo largo de la costa, en el sudeste así como en los bosques tropicales que bordean el lago Victoria y el lago Tanganica. Son mucho más débiles en el centro, con 100 - 500 mm de lluvia al año. 
En Dar es Salaam, en la costa, caen unos 1150 mm anuales, con un máximo de marzo a mayo y un pico en abril de 255 mm. En noviembre y diciembre vuelven a superarse los 100 mm, y entre junio y septiembre no pasa de 25 mm, pero las lluvias son muy irregulares. Las temperaturas se mantienen entre 24 y 32.oC en enero, el mes más cálido, y 18 y 29.oC en julio y agosto, los más frescos. En Zanzíbar, el reparto de lluvias es similar, pero las cantidades son mayores, con 1600 mm, y hasta 1900 en el norte de la isla de Pemba.
La temperatura del mar oscila entre 25.oC en agosto y 29.oC entre diciembre y abril.
En Dodoma, en la meseta, a 1100 m, solo caen 600 mm al año, con prácticamente nada de lluvia entre mayo y octubre, y más 100 mm mensuales entre diciembre y marzo. Las temperaturas son más bajas, de 19 a 29.oC en enero, y de 14 a 27.oC entre junio y agosto.
En Arusha, a los pies del monte Meru, a 1400 m, en el nordeste del país, caen entre 1100 y 1125 mm, con un pico en abril de 340 mm y menos de 20 mm entre julio y septiembre. Las temperaturas son mucho más bajas, entre 10 y 28.oC en enero y 8 y 21.oC en junio.
En el Serengeti, cerca de Kenia, las alturas oscilan entre 1100 y 2000 m, con un clima estacional de sabana, más seco al sudeste, y temperaturas a 1400 m entre 14 y 29.oC. En Ngorongoro, las alturas son mayores; a 2000 m caen poco más de 900 mm (máximo en abril de 225 mm), con una época seca y un poco más fresca entre junio y octubre; las temperaturas oscilan entre los 8.oC y los 23.oC todo el año. La garganta de Olduvai, entre ambos parques, es muy árida.
En Mwanza, en el noroeste, junto al lago Victoria, caen 1050 mm, con un máximo de 170 mm en abril y una época seca entre junio y septiembre, con temperaturas entre 15 y 29.oC. 
En la Reserva de caza Selous, en el centro-sur del país, a 1240 m de altitud, la situación es muy distinta, con una precipitación de unos 600 mm anuales, un periodo muy seco entre abril y octubre, y una estación de lluvias entre noviembre y marzo, con temperaturas que oscilan entre 8 y 22.oC en julio y 18 y 27.oC en diciembre y enero.

## Parques nacionales y áreas protegidas de Tanzania

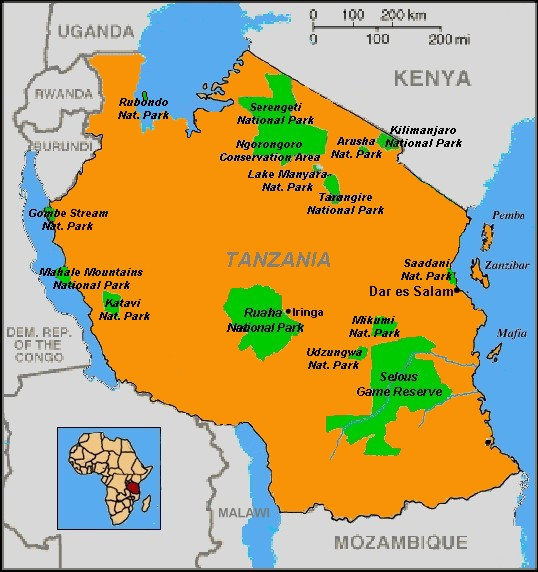
Parques nacionales de Tanzania y Reserva de caza de Selous

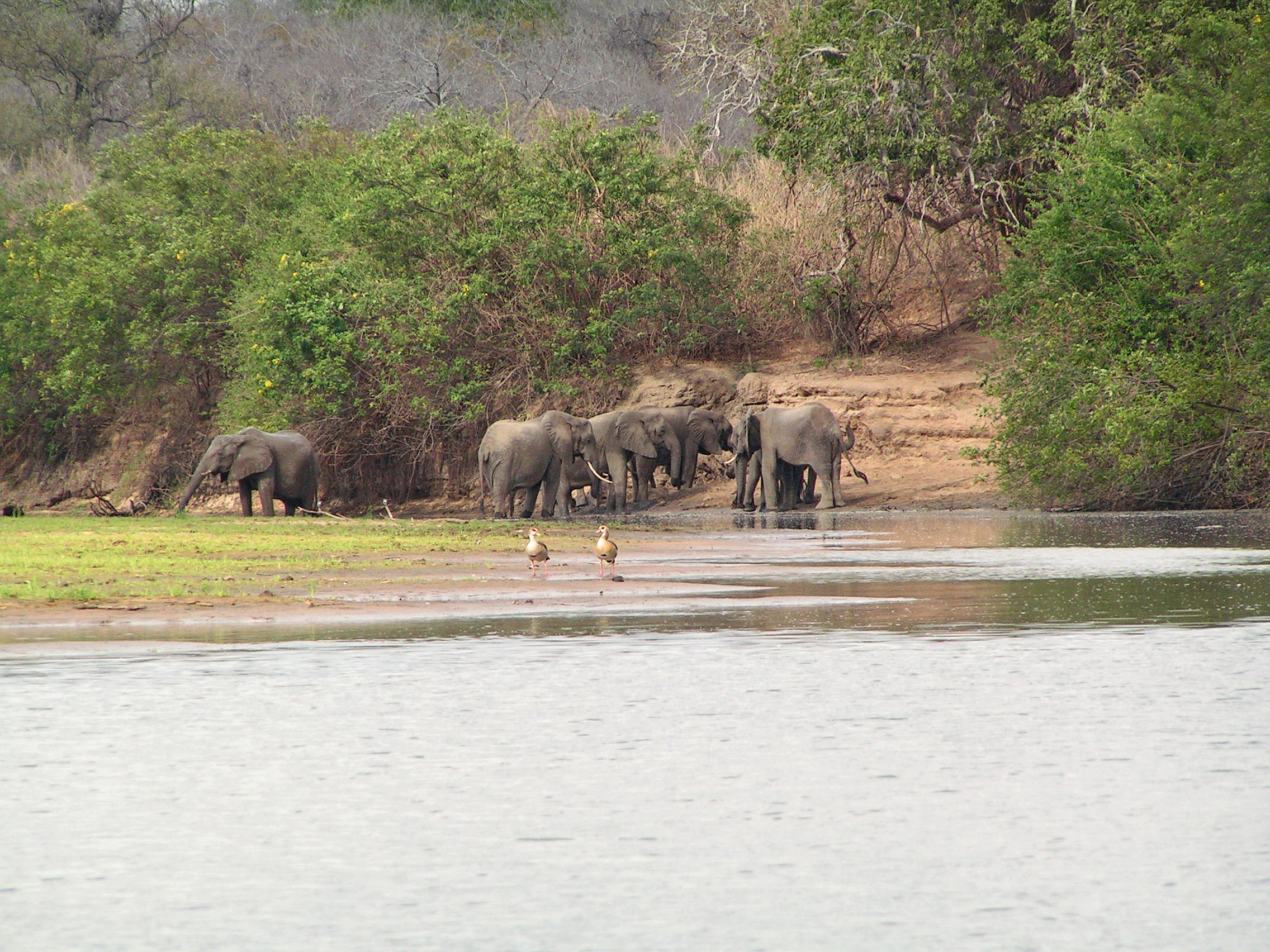
Elefantes en Selous

En Tanzania hay 830 áreas protegidas, de las cuales 17 son parques nacionales, 19 son reservas de caza, 6 son reservas de la naturaleza, 4 son áreas de conservación, 2 son parques marinos, 2 son reservas marinas, 1 es un área de gestión de la vida salvaje, 1 es un área marina gestionada localmente y 694 son reservas forestales.
- Parque nacional de la Isla Rubondo, 211 km²
- Parque nacional de la Bahía Jozani Chwaka, 50 km²
- Parque nacional de la isla Saanane, 0,38 km²
- Parque nacional de los Montes Udzungwa, 2089 km²
- Parque nacional de Mikumi, 3234 km²
- Parque nacional de Tarangire, 2.615 km²
- Parque nacional del Lago Manyara, 648,7 km², de los que 262 km² son parte del lago.[9]
- Parque nacional de Mkomazi, 3.245 km²
- Parque nacional de Saadani, 1.062 km²
- Parque nacional Ruaha, 20.226 km², antílopes, 550 especies de aves.[10]
- Parque nacional Arusha, 137 km²
- Parque nacional de los Montes Mahale, 1650 km²
- Parque nacional de Kitulo, 465 km², meseta de Kitulo.
- Parque nacional Serengueti, 14.000 km²
- Parque nacional de Katavi, 4.207 km²
- Parque nacional del Kilimanjaro, 1.832 km²
- Parque nacional Gombe Stream, 34,4 km²

Entre las 19 reservas de caza destaca la Reserva de caza Selous, con 54.000 km². Es la mayor reserva de elefantes del mundo. Está enlazada con la Reserva nacional de Niassa, de Mozambique, mediante el Corredor de vida salvaje Selous-Niassa, formando en conjunto uno de los ecosistemas transfronterizos más grandes de África, con unos 154.000 km².

## Geografía humana

### Subdivisiones
Tanzania se divide en 26 regiones, a su vez divididas en 127 distritos. Cinco de estas regiones situadas sobre las islas de Zanzíbar (o Unguja) y Pemba forman el Gobierno Revolucionario de Zanzíbar, una entidad administrativa autónoma.

### Etnias de Tanzania

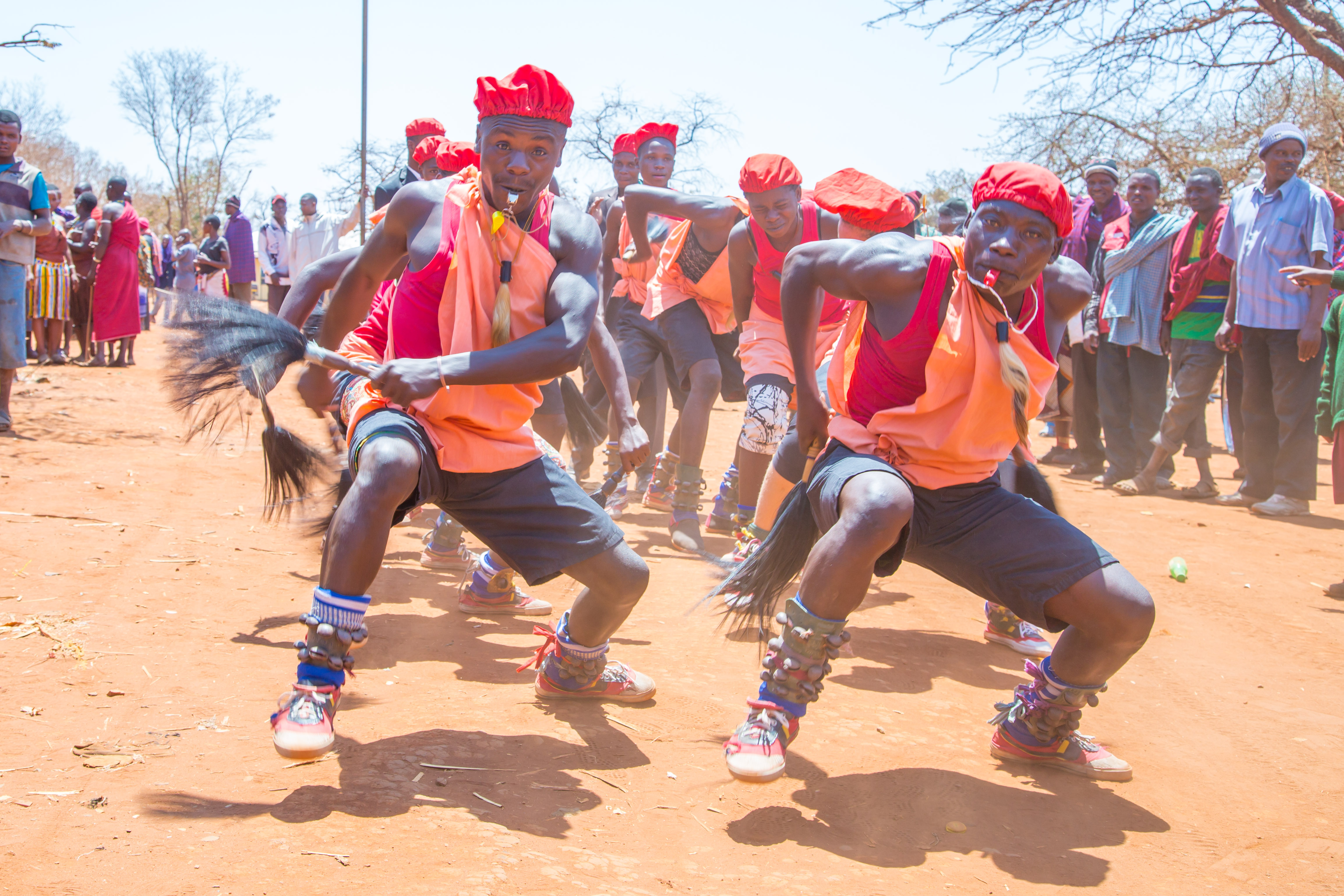
Danzantes sukuma, la etnia mayoritaria en Tanzania.

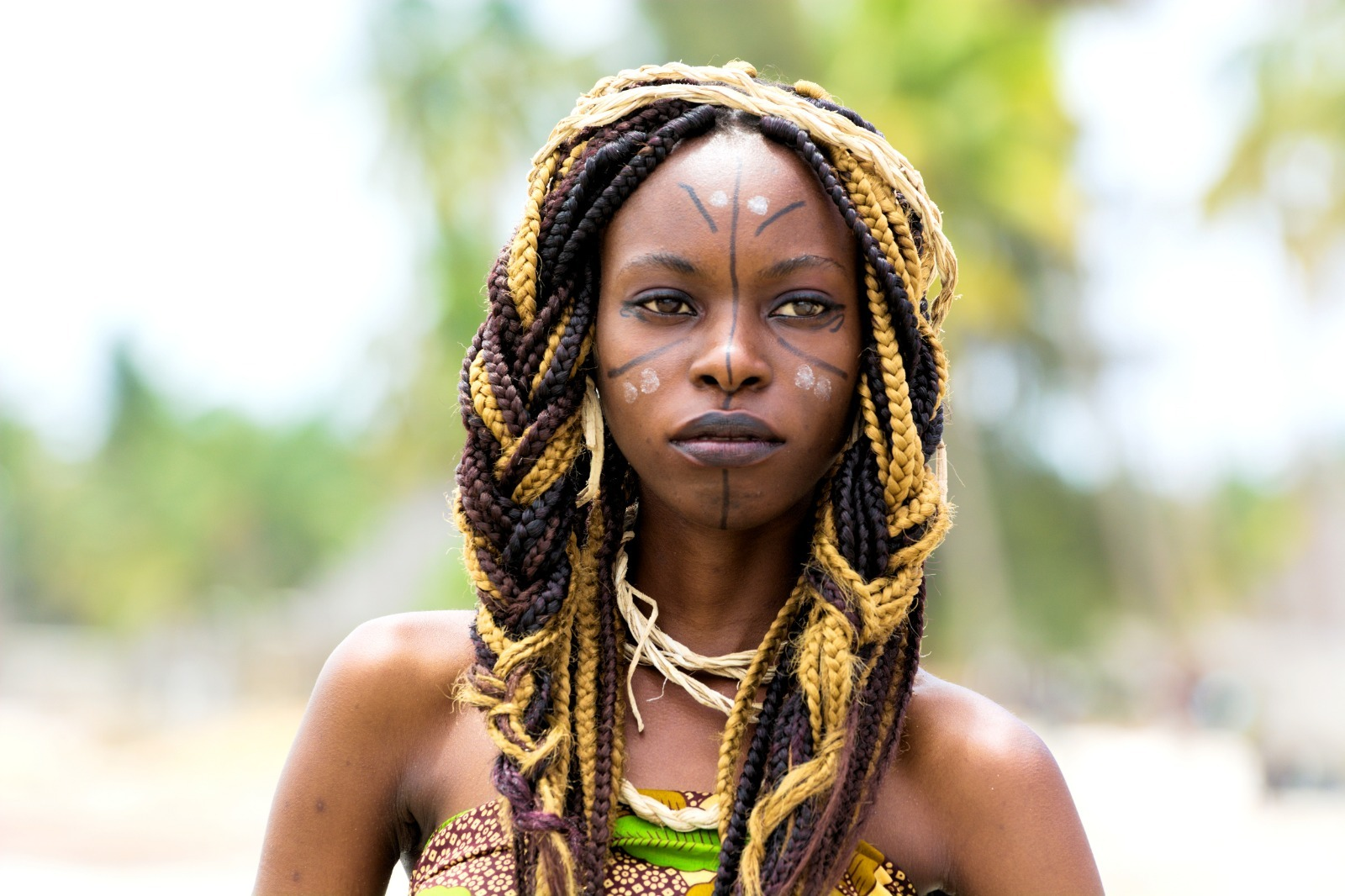
Chica de la etnia haya, de Tanzania.

Hay más de 100 grupos étnicos y tribus en Tanzania, sin incluir los grupos étnicos que residen en el país como refugiados a causa de conflictos en los países vecinos. Estos grupos étnicos son principalmente de origen bantú (el 95%), con pequeños grupos de habla nilótica y minorías no africanas. La etnia dominante es la formada por los sukuma, que constituye el 16 por ciento de la población, seguido de los nyamwezi y los chagga. Tanzania no ha experimentado los conflictos étnicos internos que sus vecinos de África, lo que se atribuye a la influencia unificadora de una lengua común, el idioma suajili.
La etnia más numerosa, los Sukuma (unos 10 millones), que significa pueblo del norte, viven en su mayoría en la parte noroeste de Tanzania, concentrados en las orillas meridionales del lago Victoria; hablan el idioma sukuma. Los nyamwezi (1,5 millones) migraron a Tanzania durante la expansión bantú desde los Grandes Lagos de África Central. Viven en las provincias de Tabora y Shinyanga, que coincide con la región histórica de Unyamwezi; hablan el idioma kinyamwezi y están divididos en cuatro grupos. Los chagga (1,2 millones) viven en la vertiente meridional del monte Kilimanjaro. Otras etnias con más de 1 millón de individuos son: los bena (1,28 millones), los gogo (2,6 millones), los ha (1,9 millones), los haya (2,3 millones), los hehe (1,5 millones), los luguru (1,34 millones), los makonde (1,8 millones), los nyakyusa o ngonde, 1,5 millones), los shambaa o shambala (1,27 millones), los turu o nyaturu (1 millón) y los zaramo (1,3 millones). En total contando las minorías étnicas europeas y árabes, hay unos 155 grupos étnolingüísticos diferentes.